# Erik Bisgaard
Erik Bisgaard, född 25 januari 1890 i Silkeborg, död 21 juni 1987 i Buenos Aires, var en dansk roddare.
Bisgaard blev olympisk bronsmedaljör i fyra med styrman vid sommarspelen 1912 i Stockholm.